# 20 Dywizja Flak
20 Dywizja Flak (niem. 20. Flak-Division) – niemiecka dywizja artylerii przeciwlotniczej z okresu II wojny światowej.

## Historia
Jednostkę utworzono 13 listopada 1942 r. w Lipsku. Szybko została przerzucona do Tunezji, gdzie wspierała 5 Armię Pancerną i całą Grupę Armii Afryka. Jej pododdziały walczyły nie tylko z lotnictwem, działa 8,8 cm Flak 18 używano także do niszczenia czołgów. W maju 1943 r. dostała się do niewoli.
Dywizję odbudowano 1 października w 1943 r. w Belgradzie. Zapewniała obronę przeciwlotniczą na terenie Jugosławii i Albanii. Jesienią 1944 r. wycofała się z Bałkanów do Styrii. Szlak bojowy zakończyła poddając się Armii Czerwonej na Węgrzech (okolice Szombathely).

## Dowódcy dywizji
- gen. por. Georg Neuffer od 13 listopada 1942 do kapitulacji 9 maja 1943;
- gen. mjr Otto Sydow od 1 października 1943;
- płk Hermann Rudhart od października 1944;
- płk Johann-Wilhelm Doering-Manteuffel od 30 października 1944;
- gen. mjr Theodor Herbert od 19 stycznia 1945;
- płk Ernst Schluchtmann od 12 kwietnia 1945 do kapitulacji

## Struktura organizacyjna
Skład w marcu 1943 (Afryka)
- 78 pułk Flak (Flak-Regiment 78/Flakgruppe Sousse)
- 372 ciężki oddział Flak (Schwere Flak-Abteilung 372/Flakgruppe Tunis)
- 503 ciężki oddział Flak (Schwere Flak-Abteilung 503/Flakgruppe Biserta)

Skład w lutym 1944 (Belgrad)
- 38 pułk Flak (Flak-Regiment 38)
- 40 pułk Flak (Flak-Regiment 40)